# Кольские норвежцы
Кольские норвежцы (норв. Kolanordmenn) — субэтнос, потомки поселенцев из Норвегии, иммигрировавших на Мурманский берег во времена Российской империи.

## История

### В Российской империи
В 1860 году император Александр II издал указ о предоставлении норвежцам права поселения на Мурманском берегу, где их привлекало обилие свободной земли для рыбной ловли и охоты. Большинство из них разместилось в селениях Цыпнаволок и Вайдагуба на полуострове Рыбачьем. К 1917 году в общей сложности в Кольском уезде проживало свыше 1000 норвежцев. Некоторые из них вернулись в Норвегию сразу после Октябрьского переворота.

### Репрессии в СССР

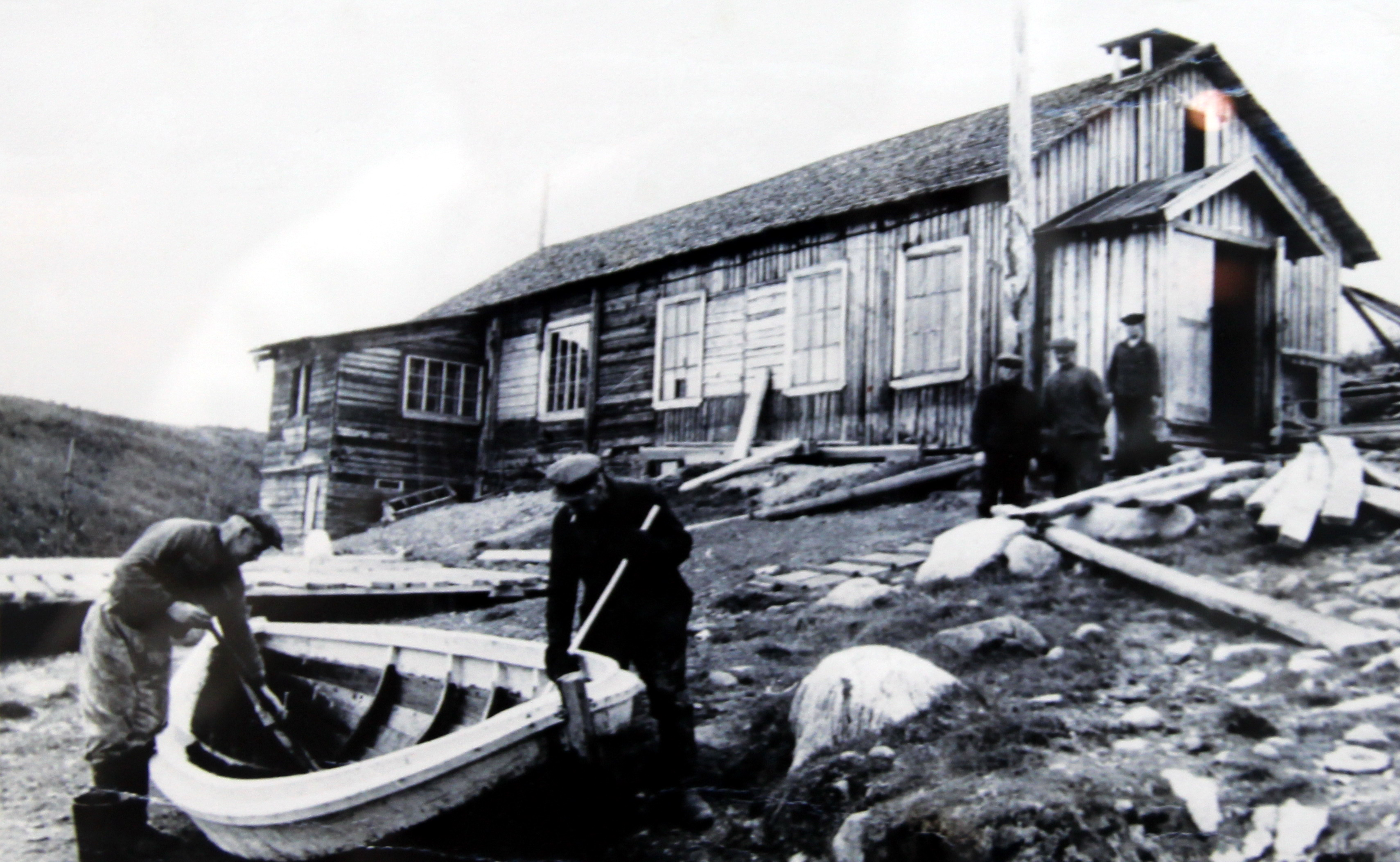
Норвежская семья Ойен — одна из первых, переселившихся на Мурманский берег. Колония Цыпнаволок. 1930-е годы.

В 1930 году кольскими норвежцами был создан первый рыболовецкий колхоз «Полярная звезда» (норв. Polarstjernen). С 1930 по 1938 годы норвежцы пострадали от политических репрессий, в эти годы было расстреляно 15 человек, а 25 — попали в лагеря.
23 июня 1940 года Лаврентий Берия издал дополнительный приказ о переселении норвежцев в Карело-Финскую ССР. Вначале норвежцы оказались на берегу Онежского озера, но, после активизировавшегося наступления Финляндии в июне 1941 года, их переселили дальше на восток, в Архангельскую область.
После войны оставшимся в живых было разрешено вернуться на Мурманское побережье, однако полуостров Рыбачий и Цыпнаволок стали закрытой военной зоной. Часть норвежцев обосновалась в Порт-Владимире, к западу от Кольского залива.

### В настоящее время
В 1992 году в РФ началось движение за реабилитацию кольских норвежцев.
По состоянию на 2004 год около 200 кольских норвежцев репатриировались в Норвегию, что было предусмотрено законодательно.
В 2007 году на городском кладбище Мурманска был открыт памятник кольским норвежцам.
В 2007 году посёлок Порт-Владимир был официально упразднён властями района как необитаемый и заброшенный.